# Sports Graphic Number
『Sports Graphic Number』（スポーツ グラフィック ナンバー）は、文藝春秋が発行している総合スポーツ雑誌。隔週木曜日発行。略称『Number』。ロゴタイプでは「Sports Graphic」の部分は小さく表記されている。

## 概要
1980年4月に創刊（初代編集長は岡崎満義）。創刊前年の9月から誌名を公募、1980年1月1日付けで、『Sports Graphic Number1』になったと公表、ポスターに王貞治、江夏豊を起用したCMでも「ナンバーワン」として告知。1の部分は号数であり、毎号変化するとすると対外的に説明し、準備号も「Number1」というタイトルで発行した。しかし、創刊後に毎号変化する誌名は認められなかったとして、急遽雑誌名を「Number」に変更した。
アメリカのスポーツ週刊誌「スポーツ・イラストレイテッド」のような観戦者向けのスポーツ全般を扱う雑誌として発刊され、記事や写真の提供を受ける提携誌でもあった。創刊号に掲載された山際淳司の『江夏の21球』のノンフィクションの手法でアスリートの内面を創造するスタイルは話題を呼び、従来のスポーツ誌と異なる『Number』のスタイルを印象づけた が、特定の競技ファンを購買層とするスポーツ専門誌や、即時報道できるスポーツ新聞が強みを見せていたため、創刊以来10年は赤字続きだった。
その後、結果の速報をそれほど重要としない1987年から1990年代前半のF1ブームにより、ようやく黒字化。同時期のJリーグ設立や、サッカー日本代表の躍進などもあり、サッカーを中心としたグラフィック誌としての地位を確立。1998年には47万部にまで達したが、インターネットでの情報普及などにより2007年には10万部台と落ち着いている。
ラグビーワールドカップ2015でのラグビー日本代表の快挙を特集した臨時増刊号「桜の凱歌 エディー・ジャパンW杯戦記」（2015年10月16日発売）は、発売前の14日に当初予定の9万部からさらに1万部の増刷が決定。発売前に増刷が決定したのは創刊以来初である。20日には創刊以来初となる4刷が決定し、2014年6月5日発売の854-6号「＜ブラジルW杯直前特集＞日本代表23人に問う。」以来となる累計発行部数20万部に達した。
2000年には毎日スポーツ人賞の文化賞を受賞している。
「Number Do」「ナンバープラス」などの兄弟誌の発刊やインターネットによる記事配信、Numberブランドの商品を販売するなど幅広い事業展開を模索し、文藝春秋の出版物の中でもトップクラスの稼ぎ頭に成長した。
ウェブサイトではかつてはMSNスポーツ、その後gooと共同であったが、現在は独立。本誌とは別に各種記事・コラムを配信している。
2020年3月26日の刊行で、創刊1000号を記録した。第1000号の表紙は、イチローが飾った。
スポーツ（運動競技）の記事が中心であるが、モータースポーツも取り扱っている。また将棋やクイズなどマインドスポーツの記事を集めた「ゲーム」のカテゴリーも用意されている。

## 特徴
かつては月2回発行であったが、現在は隔週誌になっている。誌面構成はスポーツライターによる特集記事、インタビュー記事、対談記事、写真特集などが中心となっている。
記事は署名原稿がほとんどを占め、沢木耕太郎や乙武洋匡などの著名なライターの特集記事が掲載されたり、海老沢泰久・村上春樹など小説家の寄稿もあり、文芸出版も行なっている。

## 記録
文芸春秋のリリースによると、創刊1000号時点で最も多く表紙に登場したのはイチロー（32回）であり、2位以下にはサッカー界の本田圭佑（24回）、中田英寿（21回）、三浦知良（18回）が続く。

## 特集記事
毎号、特集記事を組んでおり、巻末にコラム記事等が書かれている。特集記事は、基本的にJリーグ発足以降はサッカー特集記事が最も多くを占めるようになったが、その時期で世間の話題が高いスポーツを特集しており、様々なジャンルのスポーツが特集される。
発刊当初の1980年代は、日本のプロ野球・競馬・ラグビーが特集されることが多く、1980年代後半にはF1ブームの影響もあり、F1が多く特集されるようになった。1990年代に入ると、NBAやMLB等も特集されるようになり、1980年代から1990年代にかけて定期的に特集されていたプロレスに代わって、2000年代前半になると総合格闘技を中心とした格闘技特集が掲載されることが多くなったが、総合格闘技イベントPRIDEの消滅により、2007年以降は特集の回数が減っている。プロレスに関しては、2015年7月16日発売の882号「新日本プロレス、No.1宣言。」で14年ぶりの特集が組まれた。同号では、創刊以来初となる「インターネット投票（新日本プロレス総選挙）で表紙を決める」という試みが行われ、結果1位に選ばれた棚橋弘至が表紙を飾った。
日本のプロ野球の記事は減少の傾向にあるが、現在も特集記事は組まれている。西鉄ライオンズ、阪神タイガース、ヤクルトスワローズ、西武ライオンズ等の特定の球団の特集や、長嶋茂雄・中畑清・マイケル・ジョーダン・野茂英雄・武豊・イチロー・中田英寿・本田圭佑等、特定の選手を特集することもあった。オリンピック開催時は夏冬とも通例的に特集される。
2000年代後半頃からは、「愛読書」「メンタル」「思考法」などのスポーツジャンルにとらわれない特集テーマを設定し、それに関係の深い選手をあらゆる競技からピックアップすることも多くなった。
創刊から10年あまりの時期においては、「エアロビクス ライフスタイル・ブック」（1982年12月16日発売）「ネコと友達物語」（1986年7月15日発売）「さよなら国鉄（ニューJRスタート記念号）」（1987年4月7日発売）といった、現在のグラフィック誌としてのイメージとは程遠い別冊も発行された。
毎年年末に日本シリーズを特集している。1試合ごとに江夏豊などのOBによる詳細な分析・解説を載せていたが、編集長が変わったこともあり、2011年度を最後に1試合ごとの解説はなくなり、総括的な記事となっている。
2020年には2020年東京オリンピックの開催延期の影響もあり、初のマインドスポーツである将棋特集「藤井聡太と将棋の天才。」（1010号）を組んだところ、異例の3回もの増刷がかかり計23万部を発行。同年の藤井のナンバーMVP賞受賞に合わせ、2021年初頭に「藤井聡太と将棋の冒険。」（1018号）で再び将棋特集を組むに至っている。
2022年10月20日発売の1061号「個性派たちの秋競馬 常識を疑え。Go Your Own Way.」にて『ウマ娘 プリティーダービー』の特集記事を掲載したところ、発売初日からネット書店を中心に売り切れが続出し、2021年11月18日発売の1040号「大谷翔平2021完結編。」（累計13万部の発行）以来となる増刷が決定した。
2022年12月1日発売の1064号「総力特集M-1グランプリ　スポーツとしての4分間の競技漫才」では、初のM-1グランプリ特集を組んだ。

## ナンバーMVP賞
ナンバー誌の選考により「その年に最もスポーツファンを興奮させたアスリート」に贈られる。
| 回 | 年     | 受賞者                | ジャンル           | 備考                                                                                   |
| -- | ------ | --------------------- | ------------------ | -------------------------------------------------------------------------------------- |
| 1  | 1982年 | 広岡達朗              | 野球               | 西武ライオンズ初の日本一                                                               |
| 2  | 1983年 | 青木功                | ゴルフ             | 日本人初の米国PGAツアー優勝                                                            |
| 3  | 1984年 | 山下泰裕              | 柔道               | ロサンゼルスオリンピックで金メダル                                                     |
| 4  | 1985年 | 吉田義男              | 野球               | 阪神タイガース初の日本一                                                               |
| 5  | 1986年 | 清原和博              | 野球               | 西武へ入団し、新人から大活躍                                                           |
| 6  | 1987年 | 岡本綾子              | ゴルフ             | 米国LPGAツアーで日本人初の賞金女王                                                     |
| 7  | 1988年 | 千代の富士貢          | 相撲               | 53連勝の大記録                                                                         |
| 8  | 1989年 | ラグビー日本代表      | ラグビー           | スコットランド代表を破る                                                               |
| 9  | 1990年 | 野茂英雄              | 野球               | 近鉄へ入団し「ドクターK」の異名で大活躍                                                |
| 10 | 1991年 | 中嶋悟                | F1                 | 日本人初のフルタイムF1レーサーとして活躍                                               |
| 11 | 1992年 | 亀山努                | 野球               | 社会現象となった阪神快進撃の立役者                                                     |
| 12 | 1993年 | 三浦知良              | サッカー           | Jリーグ初代MVP・W杯アジア最終予選で活躍                                                |
| 13 | 1994年 | 長嶋茂雄              | 野球               | 読売ジャイアンツを日本一に導く                                                         |
| 14 | 1995年 | イチロー              | 野球               | オリックス・ブルーウェーブをパリーグ制覇に導く                                         |
| 15 | 1996年 | 伊達公子              | テニス             | ウィンブルドンで4強                                                                    |
| 16 | 1997年 | 中田英寿              | サッカー           | ワールドカップ初出場に導く                                                             |
| 17 | 1998年 | 清水宏保              | スピードスケート   | 長野オリンピックで金メダル                                                             |
| 18 | 1999年 | 松坂大輔              | 野球               | 西武へ入団し、投手タイトルを総なめ                                                     |
| 19 | 2000年 | 高橋尚子              | マラソン           | シドニーオリンピックで金メダル                                                         |
| 20 | 2001年 | イチロー(2)           | 野球               | メジャーリーグへ移籍し活躍                                                             |
| 21 | 2002年 | 稲本潤一              | サッカー           | 日韓ワールドカップで活躍                                                               |
| 22 | 2003年 | 松井秀喜              | 野球               | メジャーリーグへ移籍し活躍                                                             |
| 23 | 2004年 | 北島康介              | 水泳               | アテネオリンピックで金メダル                                                           |
| 24 | 2005年 | 武豊                  | 競馬               | ディープインパクト号で無敗の三冠制覇、年間最多勝記録更新（212勝）などの活躍            |
| 25 | 2006年 | WBC日本代表           | 野球               | 世界一に輝く                                                                           |
| 26 | 2007年 | 中村俊輔              | サッカー           | ヨーロッパチャンピオンズリーグで活躍                                                   |
| 27 | 2008年 | 上野由岐子            | ソフトボール       | 北京オリンピックで金メダル                                                             |
| 28 | 2009年 | 原辰徳                | 野球               | 監督として2009WBC連覇、読売ジャイアンツを日本一に導く                                  |
| 29 | 2010年 | 本田圭佑              | サッカー           | 2010 FIFAワールドカップやヨーロッパチャンピオンズリーグで活躍                          |
| 30 | 2011年 | 澤穂希                | サッカー           | 2011 FIFA女子ワールドカップ大会MVP&得点王、日本を初優勝に導く                          |
| 31 | 2012年 | 内村航平              | 体操               | ロンドンオリンピックで金メダル                                                         |
| 32 | 2013年 | 上原浩治              | 野球               | 日本人初のリーグ優勝決定シリーズMVP受賞、ワールドシリーズの胴上げ投手                  |
| 33 | 2014年 | 羽生結弦              | フィギュアスケート | ソチオリンピックで金メダル、世界選手権優勝、ISUグランプリファイナル2連覇               |
| 34 | 2015年 | ラグビー日本代表(2)   | ラグビー           | ラグビーワールドカップ2015で初のW杯3勝                                                 |
| 35 | 2016年 | 大谷翔平              | 野球               | 攻守で北海道日本ハムファイターズを日本一に導く                                         |
| 36 | 2017年 | 桐生祥秀              | 陸上               | 100m走で日本初の9秒台となる9秒98を達成                                                 |
| 37 | 2018年 | 大坂なおみ            | テニス             | 全米オープン (テニス)を制し、日本人初のグランドスラムシングルス優勝                    |
| 38 | 2019年 | ラグビー日本代表(3)   | ラグビー           | ラグビーワールドカップ2019で、史上初のベスト8進出                                      |
| 39 | 2020年 | 藤井聡太              | 将棋               | 史上最年少でタイトル獲得と二冠                                                         |
| 40 | 2021年 | 大谷翔平(2)           | 野球               | メジャーリーグで二刀流で活躍                                                           |
| 41 | 2022年 | 井上尚弥              | ボクシング         | 日本人選手初、バンタム級世界初、世界初の4人の王者にKO勝利での4団体統一                 |
| 42 | 2023年 | 栗山英樹・WBC日本代表 | 野球               | 2023WBCで優勝                                                                          |
| 43 | 2024年 | 北口榛花              | 陸上               | パリオリンピック陸上女子やり投げで金メダル。トラック＆フィールド種目では日本女子選手初 |

### 特別賞
- 2004年 - イチロー（野球）
- 2017年 - 浅田真央（フィギュアスケート）

## その他
1998年のFIFAワールドカップにより、本誌が部数を3倍の47万部に躍進し、広告収入が1号で1億円を超える成功を見せたことをきっかけに、2000年代前半にサッカーを中心にスポーツ全般を取り扱う類似のスポーツグラフ誌が数多く創刊された。代表的なものに『Sportiva』（集英社）、『ゼッケン』（サンケイスポーツ）、『Sports Yeah!』（角川書店・サンケイスポーツ）、『バーサス』（光文社）などが挙げられるが、販売面で苦戦を強いられ、いずれも定期刊行物としては休刊となった。Numberも部数を減らしており、2000年代後半はスポーツ総合誌自体が冬の時代と言われている。
また本誌の知名度の高さを背景に、スポーツ誌以外のジャンルでも本誌の誌名をもじった雑誌・書籍が多数発行されていることも特筆すべきである。代表的なものとしては『しろうとグラフィック Namper』（サン出版）、『Jumper PLUS』（白夜書房、CG作品『スキージャンプ・ペア』の公認誌）などがある。同じスポーツ誌でも『KAKUTOUGI GRAFFIC UPPER』（白夜書房）という格闘技専門ムックがかつて存在した。
2010年11月、「見るスポーツ」から「するスポーツ」を特集する「Number Do」を創刊。
テレビ朝日で放送されているスポーツ番組『GET SPORTS』は開始当初、本誌の「テレビ版」を目指して制作されていた。
2024年7月25日よりNTTドコモとの共同制作でオリジナルドキュメンタリー番組『Number TV』をLeminoにて配信している。